# Несовершеннолетние (фильм, 1976)
«Несовершеннолетние» — советский художественный фильм кинорежиссёра Владимира Рогового, лидер советского кинопроката 1977 года (44,6 млн зрителей). Премьера фильма состоялась 10 сентября 1977 года.
Съемки картины проходили в Краснодаре. В картине можно увидеть Краснодарский академический театр драмы имени М. Горького, Краснодарский театр кукол, железнодорожный вокзал Краснодара, строящуюся тогда гостиница «Инстурист» (гостиницу открыли в 1980 году), Свято-Георгиевский храм.
В 1977 году фильм стал лидером проката. При этом в журнале «Искусство кино» появилась отрицательная рецензия на картину: «Фильм «Несовершеннолетние» рвется в бой, претендуя быть злободневным репортажем о бытовой изнанке нашей, в чем-то несовершенной действительности. Но репортаж этот недостоверен. А главное – педагогически неквалифицирован. От него за версту чадит доморощенными успокоительными методами воспитания» (Жаворонков Г. Я, ты, мы… // Искусство кино. — 1977. — №9. — С. 41-52)

## Сюжет
Два друга одновременно возвращаются в родной город, Женя — из армии, Костя — из колонии, где отбывал срок за пьяную драку. Приятели вступают в противостояние с бандой хулиганов, отбирающих деньги у детей и обирающих пьяных прохожих. После нескольких потасовок Женя понимает, что таким образом успеха не добиться, тем более он замечает, что под влияние шайки попадает и его одиннадцатилетний племянник Шурка.
Во время одной из встреч Женя, вместо очередной драки, предлагает ребятам записаться в секцию бокса, тренером которой является Костя. Некоторые ребята действительно приходят заниматься и уходят из-под влияния Гоголя, воспитанного и циничного лидера шайки.
Полина Борисовна, мать Жени, работающая учителем химии и биологии в школе, отказывается просто так ставить Гоголю тройку за экзамен по химии, являвшийся в то время обязательным для всех, в результате чего Гоголь остаётся без аттестата зрелости. Рассерженный Гоголь с приятелями разоряют школьную оранжерею. Эта оранжерея, которую ученики строили шесть лет, очень дорога для Полины Борисовны. Женя отправляется на разборку, где Гоголь угрожает убить его «розочкой» от разбитой бутылки. Тем не менее, Женя, отслуживший в десантных войсках, выходит победителем и доставляет Гоголя в милицию.
В финальной сцене майор милиции убеждает Женю посвятить жизнь воспитанию детей, к чему, по убеждению майора, у Жени — талант.

## В ролях
- Владимир Летенков — Женя Прохоров.
- Станислав Жданько — Костя Сила.
- Леонид Каюров — «Гоголь».
- Павел Николаи — Шурик.
- Николай Муравьёв — майор милиции.
- Вера Васильева — Полина Борисовна, учительница, мать Жени.
- Юрий Кузьменков — отец Альки, алкоголик.
- Юрий Медведев — милиционер Куваев.
- Игорь Ошотин — Алька.
- Евдокия Германова — Вера.
- Любовь Германова — Катя.
- Валентина Ананьина — прохожая.
- Надежда Румянцева — мать Альки.